# Gérard Antoine Louis de Champflour
Pour les articles homonymes, voir Champflour.
Gérard Antoine Louis de Champflour est un homme politique français né le 21 mars 1777 à Clermont-Ferrand (Puy-de-Dôme) et mort le 30 décembre 1857 à Paris.

## Biographie
Maire de Moulins, conseiller général, il est député de l'Allier de 1824 à 1827, siégeant à droite et soutenant les gouvernements de la Restauration.

## Sources
- « Gérard Antoine Louis de Champflour », dans Adolphe Robert et Gaston Cougny, Dictionnaire des parlementaires français, Edgar Bourloton, 1889-1891 [détail de l’édition]